# پوتینتسی
پوتینتسی (به صربی: Putinci) یک منطقهٔ مسکونی در صربستان است که در ناحیه سرم واقع شده‌است. پوتینتسی ۳٬۲۴۴ نفر جمعیت دارد.